# Dil Wickremasinghe
Dil Wickremasinghe (Roma, 1973) é uma radialista, comediante e jornalista italiana. Dil é apresentadora da rádio Newstalk e palestrante do programa Midday da TV3 da Irlanda.
Nascida em Roma e filha de cingaleses, foi rejeitada pelos pais aos 17 anos de idade após afirmar que era homossexual. Além de ser uma sobrevivente de abuso sexual, sua mãe, uma Testemunha de Jeová, tentou curá-la de seu lesbianismo. Quando era residente do Sri Lanka, tinha emprego em uma rádio, mas foi demitida posteriormente devido à sua orientação sexual. Assim como na Itália e no Sri Lanka, viveu por um tempo em Bahrein, onde namorou uma irlandesa. Mudou-se para a Irlanda em 2000.
Mais tarde, teve depressão e recebeu apoio da instituição One in Four. Conheceu sua parceira, a psicoterapeuta Anne Marie Toole, quando foram obrigadas a dividir um quarto numa conferência de saúde mental em Wicklow, na data de 30 de abril de 2010. Em 2014, anunciou sua gravidez. Após o anúncio, tornou-se a primeira lésbica na vida pública irlandesa a ter uma vida homoafetiva. Durante a gravidez, tornou-se alvo de David Quinn e do Instituto Católico Iona, pois duvidaram de sua capacidade para exercer a maternidade.  Em 4 de fevereiro de 2014, recebeu o prêmio Lord Mayor's Frederick Douglass, devido ao seu trabalho em Dublin.